# 이세계 약국

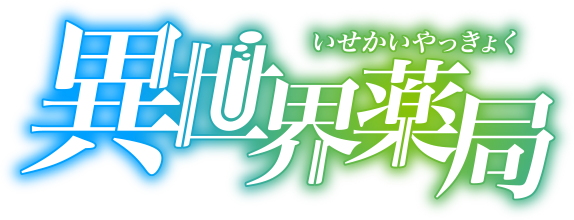

이세계 약국(異世界薬局)는 타카야마 리즈가 원작한 일본의 라이트 노벨 소설 작품이다. 일러스트는 keepout이 담당하고 있다. MF 북스(KADOKAWA 미디어팩토리)에서 2016년 1월부터 간행되고 있다.

## 줄거리
약학 연구에 매달리는 일본의 젊은 주인공은 뜻을 꺾지 않고 과로사해 궁정약사 견습의 팔마로 환생한다. 팔마는 의학이 발달하지 못한 세계에서 환생 전 지식과 환생 후 얻은 치트 능력을 활용해 많은 사람을 구하려고 분투한다.